# Prem'er-Liga 2016-2017
La Prem'er-Liga 2016-2017 è stata la venticinquesima edizione della massima serie del campionato russo di calcio dopo la dissoluzione dell'Unione Sovietica e la quattordicesima edizione sotto l'attuale denominazione. La stagione è iniziata il 31 luglio 2016 e si è conclusa il 21 maggio 2017. Il CSKA Mosca era la squadra campione in carica, avendo vinto il campionato per la sesta volta nella sua storia nella precedente edizione. Il campionato è stato vinto dallo Spartak Mosca per la decima volta nella sua storia. Capocannoniere del torneo è stato Fëdor Smolov, calciatore del Krasnodar, con 18 reti.

## Stagione

### Novità
Rispetto alla stagione 2015-2016 sono state retrocesse in PFN Ligi la Dinamo Mosca, il Mordovija e il Kuban'. Dalla PFN Ligi 2015-2016 sono stati promossi il Gazovik Orenburg, l'Arsenal Tula e il Tom' Tomsk. Prima dell'inizio della stagione il Gazovik Orenburg ha cambiato denominazione in Orenburg.

### Formula
Le sedici squadre partecipanti si sono affrontate in un girone all'italiana con partite di andata e ritorno per un totale di 30 giornate. La prima classificata al termine della stagione regolare era designata campione di Russia e ammessa alla fase a gironi della UEFA Champions League 2017-2018. La seconda classificata veniva ammessa al terzo turno di qualificazione della UEFA Champions League. Le squadre terza e quarta classificate venivano ammessa in UEFA Europa League 2017-2018, direttamente al terzo turno di qualificazione, assieme alla vincitrice della Coppa di Russia, ammessa direttamente alla fase a gironi. Le ultime due classificate erano retrocesse in Pervenstvo Futbol'noj Nacional'noj Ligi, mentre tredicesima e quattordicesima classificate venivano ammesse agli spareggi promozione/retrocessione contro terza e quarta classificate della PFN Ligi per due posti in massima serie.

## Squadre partecipanti
| Club                   | Stagione | Città           | Stadio                                               | Stagione 2015-2016        |
| ---------------------- | -------- | --------------- | ---------------------------------------------------- | ------------------------- |
| Amkar Perm'            | dettagli | Perm'           | Stadio Zvezda                                        | 11º posto in Prem'er-Liga |
| Anži                   | dettagli | Machačkala      | Anži-Arena                                           | 13º posto in Prem'er-Liga |
| Arsenal Tula           | dettagli | Tula            | Stadio Arsenal                                       | 2º posto in PFN Ligi      |
| CSKA Mosca             | dettagli | Mosca           | Arena CSKA                                           | Campione di Russia        |
| Krasnodar              | dettagli | Krasnodar       | Stadio Kuban' (1ª-10ª) Stadio FC Krasnodar (11ª-30ª) | 4º posto in Prem'er-Liga  |
| Kryl'ja Sovetov Samara | dettagli | Samara          | Stadio Metallurg (Samara)                            | 9º posto in Prem'er-Liga  |
| Lokomotiv Mosca        | dettagli | Mosca           | Stadio Lokomotiv                                     | 6º posto in Prem'er-Liga  |
| Orenburg               | dettagli | Orenburg        | Stadio Gazovik                                       | 1º posto in PFN Ligi      |
| Rostov                 | dettagli | Rostov sul Don  | Stadio Olimp-2                                       | 2º posto in Prem'er-Liga  |
| Rubin                  | dettagli | Kazan'          | Stadio Centrale di Kazan' Kazan Arena                | 10º posto in Prem'er-Liga |
| Spartak Mosca          | dettagli | Mosca           | Otkrytie Arena                                       | 5º posto in Prem'er-Liga  |
| Terek Groznyj          | dettagli | Groznyj         | Achmat-Arena                                         | 7º posto in Prem'er-Liga  |
| Tom' Tomsk             | dettagli | Tomsk           | Stadio Trud                                          | 3º posto in PFN Ligi      |
| Ufa                    | dettagli | Ufa             | Stadio Neftjanik                                     | 12º posto in Prem'er-Liga |
| Ural                   | dettagli | Ekaterinburg    | SKB-Bank Arena                                       | 8º posto in Prem'er-Liga  |
| Zenit San Pietroburgo  | dettagli | San Pietroburgo | Stadio Petrovskij Stadio San Pietroburgo             | 3º posto in Prem'er-Liga  |

## Allenatori
| Club                   | Allenatore                                                                   |
| ---------------------- | ---------------------------------------------------------------------------- |
| Amkar Perm'            | Gadži Gadžiev                                                                |
| Anži                   | Pavel Vrba                                                                   |
| Arsenal Tula           | Sergei Pavlov (1º-8º) → Sergej Kir'jakov (9º-30º)                            |
| CSKA Mosca             | Leonid Sluckij (1º-17º) → Viktar Hančarėnka (18º-30º)                        |
| Krasnodar              | Oleg Kononov (1º-6º) → Igor' Šalimov (7º-30º)                                |
| Kryl'ja Sovetov Samara | Franky Vercauteren (1º-12º) → Vadim Skripchenko (13º-30º)                    |
| Lokomotiv Mosca        | Igor' Čerevčenko (1º-3º) Oleg Pašinin (4º) → Jurij Sëmin (5º-30º)            |
| Orenburg               | Robert Evdokimov                                                             |
| Rostov                 | Gurban Berdiýew (1º-2º) Dmitrij Kiričenko (3º-5º) → Ivan Daniliants (6º-30º) |
| Rubin Kazan'           | Javi Gracia                                                                  |
| Spartak Mosca          | Dmitrij Aleničev (1º) → Massimo Carrera (2º-30º)                             |
| Terek Groznyj          | Rašid Rachimov                                                               |
| Tom Tomsk              | Valery Petrakov                                                              |
| Ufa                    | Viktar Hančarėnka (1º-17º) → Sergej Semak (18º-30º)                          |
| Ural                   | Vadim Skripchenko (1º-12º) → Aleksandr Tarchanov (13º-30º)                   |
| Zenit S. Pietroburgo   | Mircea Lucescu                                                               |

## Classifica finale
|  | Pos. | Squadra                | Pt | G  | V  | N  | P  | GF | GS | DR  |
|  | ---- | ---------------------- | -- | -- | -- | -- | -- | -- | -- | --- |
|  | 1.   | Spartak Mosca          | 69 | 30 | 22 | 3  | 5  | 46 | 27 | +19 |
|  | 2.   | CSKA Mosca             | 62 | 30 | 18 | 8  | 4  | 47 | 15 | +32 |
|  | 3.   | Zenit San Pietroburgo  | 61 | 30 | 18 | 7  | 5  | 50 | 19 | +31 |
|  | 4.   | Krasnodar              | 49 | 30 | 12 | 13 | 5  | 40 | 22 | +18 |
|  | 5.   | Terek Groznyj          | 48 | 30 | 14 | 6  | 10 | 38 | 35 | +3  |
|  | 6.   | Rostov                 | 48 | 30 | 13 | 9  | 8  | 36 | 18 | +18 |
|  | 7.   | Ufa                    | 43 | 30 | 12 | 7  | 11 | 22 | 25 | -3  |
|  | 8.   | Lokomotiv Mosca        | 42 | 30 | 10 | 12 | 8  | 39 | 27 | +12 |
|  | 9.   | Rubin                  | 38 | 30 | 10 | 8  | 12 | 30 | 34 | -4  |
|  | 10.  | Amkar Perm'            | 35 | 30 | 8  | 11 | 11 | 25 | 29 | -4  |
|  | 11.  | Ural                   | 30 | 30 | 8  | 6  | 16 | 24 | 44 | -20 |
|  | 12.  | Anži                   | 30 | 30 | 7  | 9  | 14 | 24 | 38 | -14 |
|  | 13.  | Orenburg               | 30 | 30 | 7  | 9  | 14 | 25 | 36 | -11 |
|  | 14.  | Arsenal Tula           | 28 | 30 | 7  | 7  | 16 | 18 | 40 | -22 |
|  | 15.  | Kryl'ja Sovetov Samara | 28 | 30 | 6  | 10 | 14 | 31 | 39 | -8  |
|  | 16.  | Tom' Tomsk             | 14 | 30 | 3  | 5  | 22 | 17 | 64 | -47 |

Legenda:
      Campione di Russia e ammessa alla UEFA Champions League 2017-2018
      Ammessa alla UEFA Champions League 2017-2018
      Ammessa alla UEFA Europa League 2017-2018
 Ammessa allo spareggio promozione-retrocessione
      Retrocesse in Pervenstvo Futbol'noj Nacional'noj Ligi 2017-2018
Note:
Tre punti a vittoria, uno a pareggio, zero a sconfitta.
La classifica viene stilata secondo i seguenti criteri:
- Punti conquistati
- Partite vinte
- Punti conquistati negli scontri diretti
- Partite vinte negli scontri diretti
- Differenza reti negli scontri diretti
- Reti realizzate in trasferta negli scontri diretti
- Differenza reti generale
- Reti totali realizzate
- Reti totali realizzate in trasferta

## Risultati

### Tabellone
|                       | SpM  | CSK  | Zen  | Kra  | Ter  | Ros  | Ufa  | LoM  | Rub  | Amk  | Ura  | Anž  | Ore  | Ars  | Kry  | Tom  |
| --------------------- | ---- | ---- | ---- | ---- | ---- | ---- | ---- | ---- | ---- | ---- | ---- | ---- | ---- | ---- | ---- | ---- |
| Spartak Mosca         | –––– | 3-1  | 2-1  | 2-0  | 3-0  | 1-0  | 0-1  | 1-0  | 2-1  | 1-0  | 1-0  | 1-0  | 3-2  | 4-0  | 1-0  | 1-0  |
| CSKA Mosca            | 1-2  | –––– | 0-0  | 1-1  | 3-0  | 0-0  | 1-0  | 4-0  | 0-0  | 2-2  | 4-0  | 4-0  | 2-0  | 3-0  | 2-1  | 4-0  |
| Zenit San Pietroburgo | 4-2  | 1-1  | –––– | 1-0  | 0-1  | 3-2  | 2-0  | 0-0  | 4-1  | 3-0  | 2-0  | 1-1  | 1-0  | 2-0  | 3-1  | 1-0  |
| Krasnodar             | 2-2  | 1-1  | 2-1  | –––– | 4-0  | 2-1  | 0-0  | 1-2  | 1-0  | 1-0  | 3-0  | 0-0  | 3-3  | 2-0  | 1-1  | 3-0  |
| Terek Groznyj         | 0-1  | 0-1  | 2-1  | 2-1  | –––– | 2-1  | 0-1  | 1-1  | 3-1  | 1-3  | 5-2  | 0-1  | 2-1  | 3-1  | 1-0  | 0-0  |
| Rostov                | 3-0  | 2-0  | 0-0  | 0-0  | 0-0  | –––– | 1-0  | 1-0  | 4-2  | 1-0  | 0-0  | 2-0  | 1-0  | 4-1  | 2-1  | 3-0  |
| Ufa                   | 1-3  | 0-2  | 0-0  | 0-0  | 1-3  | 0-0  | –––– | 0-1  | 2-3  | 1-1  | 1-0  | 2-1  | 1-0  | 1-0  | 1-0  | 1-0  |
| Lokomotiv Mosca       | 1-1  | 1-0  | 0-2  | 1-2  | 2-0  | 0-0  | 0-1  | –––– | 0-1  | 3-3  | 1-1  | 4-0  | 4-0  | 1-1  | 0-0  | 2-2  |
| Rubin Kazan'          | 1-1  | 0-2  | 0-2  | 0-1  | 0-1  | 0-0  | 2-1  | 2-0  | –––– | 0-0  | 3-1  | 1-2  | 0-0  | 1-0  | 3-0  | 2-1  |
| Amkar Perm'           | 0-1  | 0-2  | 1-0  | 0-2  | 1-1  | 1-0  | 1-1  | 0-0  | 1-2  | –––– | 1-0  | 2-0  | 3-0  | 1-0  | 0-0  | 1-0  |
| Ural                  | 0-1  | 0-1  | 0-2  | 1-1  | 1-4  | 1-0  | 2-0  | 1-2  | 1-0  | 1-0  | –––– | 0-1  | 2-0  | 1-1  | 1-3  | 1-0  |
| Anži                  | 0-2  | 0-0  | 2-2  | 0-0  | 0-0  | 1-2  | 0-1  | 0-0  | 0-1  | 3-1  | 2-3  | –––– | 1-0  | 1-0  | 1-3  | 3-3  |
| Orenburg              | 1-3  | 0-1  | 0-1  | 1-0  | 2-1  | 2-0  | 1-1  | 1-1  | 1-1  | 0-0  | 0-1  | 0-0  | –––– | 3-0  | 1-0  | 3-1  |
| Arsenal Tula          | 3-0  | 0-1  | 0-5  | 0-0  | 0-0  | 1-0  | 0-2  | 0-3  | 1-0  | 0-0  | 2-0  | 1-0  | 0-0  | –––– | 2-0  | 3-0  |
| Kryl'ja Sovetov       | 4-0  | 1-2  | 1-3  | 1-1  | 1-3  | 0-0  | 0-1  | 0-3  | 0-0  | 2-2  | 2-2  | 2-1  | 1-1  | 1-1  | –––– | 3-0  |
| Tom' Tomsk            | 0-1  | 0-1  | 0-2  | 1-5  | 1-2  | 0-6  | 1-0  | 1-6  | 2-2  | 1-0  | 1-1  | 0-3  | 1-2  | 1-0  | 0-2  | –––– |

## Spareggi promozione-retrocessione
|                | Risultati             |                | Luogo e data                |
| -------------- | --------------------- | -------------- | --------------------------- |
| SKA-Chabarovsk | 0 - 0                 | Orenburg       | Chabarovsk, 25 maggio 2017  |
| Orenburg       | 0 - 0 (dts) (3-5 dtr) | SKA-Chabarovsk | Orenburg, 28 maggio 2017    |
|                |                       |                |                             |
| Enisej         | 2 - 1                 | Arsenal Tula   | Krasnojarsk, 25 maggio 2017 |
| Arsenal Tula   | 1 - 0 (gfc)           | Enisej         | Tula, 28 maggio 2017        |
|                |                       |                |                             |

## Statistiche

### Squadre

#### Classifica in divenire
|                       | 1ª | 2ª | 3ª | 4ª | 5ª | 6ª | 7ª | 8ª | 9ª | 10ª | 11ª | 12ª | 13ª | 14ª | 15ª | 16ª | 17ª | 18ª | 19ª | 20ª | 21ª | 22ª | 23ª | 24ª | 25ª | 26ª | 27ª | 28ª | 29ª | 30ª |
|                       |    |    |    |    |    |    |    |    |    |     |     |     |     |     |     |     |     |     |     |     |     |     |     |     |     |     |     |     |     |     |
| --------------------- | -- | -- | -- | -- | -- | -- | -- | -- | -- | --- | --- | --- | --- | --- | --- | --- | --- | --- | --- | --- | --- | --- | --- | --- | --- | --- | --- | --- | --- | --- |
| Amkar Perm'           | 1  | 4  | 5  | 8  | 8  | 11 | 14 | 15 | 16 | 17  | 17  | 20  | 21  | 21  | 21  | 24  | 24  | 27  | 27  | 30  | 30  | 31  | 32  | 33  | 34  | 34  | 34  | 34  | 35  | 35  |
| Anži                  | 1  | 1  | 4  | 7  | 7  | 8  | 11 | 12 | 12 | 13  | 16  | 17  | 17  | 17  | 17  | 17  | 20  | 20  | 20  | 20  | 23  | 23  | 24  | 24  | 27  | 28  | 29  | 30  | 30  | 30  |
| Arsenal Tula          | 0  | 3  | 3  | 4  | 5  | 5  | 5  | 6  | 7  | 8   | 9   | 9   | 9   | 9   | 9   | 9   | 9   | 12  | 12  | 15  | 15  | 18  | 18  | 18  | 18  | 21  | 21  | 24  | 25  | 28  |
| CSKA Mosca            | 1  | 4  | 7  | 8  | 11 | 14 | 17 | 18 | 18 | 21  | 21  | 21  | 22  | 25  | 28  | 29  | 32  | 35  | 36  | 39  | 42  | 45  | 46  | 47  | 50  | 53  | 53  | 56  | 59  | 62  |
| Krasnodar             | 3  | 6  | 7  | 7  | 7  | 8  | 11 | 12 | 15 | 16  | 19  | 20  | 21  | 24  | 25  | 28  | 28  | 29  | 30  | 33  | 34  | 35  | 36  | 39  | 42  | 45  | 46  | 46  | 46  | 49  |
| Kryl'ja Sovetov       | 0  | 0  | 1  | 2  | 2  | 2  | 2  | 3  | 6  | 6   | 7   | 7   | 8   | 8   | 8   | 11  | 14  | 15  | 15  | 15  | 16  | 16  | 17  | 20  | 21  | 21  | 22  | 25  | 28  | 28  |
| Lokomotiv Mosca       | 1  | 2  | 3  | 4  | 7  | 7  | 7  | 7  | 8  | 9   | 12  | 12  | 15  | 16  | 19  | 20  | 23  | 26  | 29  | 29  | 30  | 33  | 34  | 37  | 38  | 38  | 38  | 39  | 42  | 42  |
| Orenburg              | 0  | 0  | 1  | 2  | 3  | 4  | 4  | 4  | 4  | 7   | 7   | 10  | 11  | 12  | 12  | 12  | 12  | 12  | 15  | 16  | 16  | 16  | 16  | 19  | 22  | 22  | 23  | 26  | 27  | 30  |
| Rostov                | 3  | 4  | 4  | 7  | 7  | 10 | 10 | 13 | 16 | 16  | 17  | 17  | 20  | 21  | 24  | 27  | 27  | 28  | 31  | 32  | 33  | 34  | 35  | 36  | 39  | 42  | 45  | 45  | 48  | 48  |
| Rubin Kazan'          | 1  | 1  | 2  | 2  | 3  | 6  | 6  | 9  | 9  | 12  | 12  | 15  | 18  | 19  | 19  | 20  | 23  | 23  | 26  | 27  | 27  | 27  | 28  | 28  | 29  | 29  | 32  | 35  | 35  | 38  |
| Spartak Mosca         | 3  | 6  | 7  | 10 | 13 | 16 | 19 | 19 | 19 | 22  | 25  | 28  | 31  | 34  | 37  | 40  | 40  | 43  | 44  | 47  | 48  | 51  | 54  | 57  | 57  | 60  | 63  | 66  | 69  | 69  |
| Terek Groznyj         | 3  | 3  | 4  | 7  | 10 | 10 | 10 | 11 | 14 | 15  | 18  | 21  | 24  | 25  | 28  | 28  | 31  | 31  | 31  | 32  | 32  | 33  | 36  | 36  | 36  | 39  | 42  | 45  | 45  | 48  |
| Tom' Tomsk            | 0  | 1  | 4  | 4  | 4  | 4  | 7  | 7  | 8  | 8   | 8   | 8   | 8   | 9   | 9   | 9   | 9   | 9   | 9   | 9   | 12  | 12  | 13  | 13  | 13  | 14  | 14  | 14  | 14  | 14  |
| Ufa                   | 0  | 1  | 1  | 1  | 4  | 5  | 8  | 11 | 12 | 12  | 13  | 16  | 16  | 19  | 22  | 25  | 25  | 28  | 31  | 34  | 35  | 35  | 35  | 36  | 36  | 36  | 39  | 39  | 40  | 43  |
| Ural                  | 3  | 4  | 4  | 4  | 5  | 5  | 5  | 8  | 9  | 9   | 9   | 9   | 10  | 10  | 11  | 12  | 15  | 15  | 18  | 18  | 21  | 24  | 27  | 30  | 30  | 30  | 30  | 30  | 30  | 30  |
| Zenit San Pietroburgo | 1  | 2  | 5  | 6  | 9  | 12 | 15 | 16 | 19 | 22  | 25  | 28  | 28  | 31  | 34  | 34  | 37  | 38  | 39  | 39  | 42  | 45  | 46  | 46  | 49  | 52  | 55  | 55  | 58  | 61  |

### Individuali

#### Classifica marcatori
| Gol |  |  | Giocatore          | Squadra                                |
| --- |  |  | ------------------ | -------------------------------------- |
| 18  |  |  | Fëdor Smolov       | Krasnodar                              |
| 13  |  |  | Artëm Dzjuba       | Zenit San Pietroburgo                  |
| 12  |  |  | Quincy Promes      | Spartak Mosca                          |
| 10  |  |  | Ari                | Krasnodar                              |
| 9   |  |  | Bekim Balaj        | Terek Groznyj                          |
| 9   |  |  | Jonathas           | Rubin                                  |
| 8   |  |  | Giuliano           | Zenit San Pietroburgo                  |
| 8   |  |  | Sjarhej Karnilenka | Kryl'ja Sovetov Samara                 |
| 8   |  |  | Denis Glušakov     | Spartak Mosca                          |
| 7   |  |  | Sardar Azmoun      | Rostov                                 |
| 7   |  |  | Maksim Kanunnikov  | Rubin                                  |
| 7   |  |  | Ablaye Mbengue     | Anži                                   |
| 7   |  |  | Aleksandr Samedov  | Lokomotiv Mosca (4), Spartak Mosca (3) |
| 7   |  |  | Manuel Fernandes   | Lokomotiv Mosca                        |